# Rivière l'Estère
Rivière l'Estère är ett vattendrag i Haiti.   Det ligger i departementet Nord-Ouest, i den norra delen av landet, 150 km norr om huvudstaden Port-au-Prince.